# Verkiezingen voor het Europees Parlement 2014/Kandidatenlijst/cdH
Dit is de kandidatenlijst van de Belgische Centre démocrate humaniste (cdH) voor de Europese verkiezingen van 2014. De verkozenen staan vetgedrukt.

## Effectieven
1. Claude Rolin
2. Ann Cloet-Faingaert
3. Mathieu Morelle
4. Anne‐Marie Claeys-Matthys
5. Alain Maingain
6. Christiane Collinet-Guissart
7. Monique Misenga Kasongo
8. René Thissen

## Opvolgers
1. Antoine Tanzilli
2. Nayyha Aynaou
3. Cevdet Yildiz
4. Martine Coquelet
5. Clotilde Nyssens
6. Jean-Pierre Grafé